# 팔영로
팔영로(Paryeong-ro)는 전라남도 고흥군 포두면 옥강교차로 에서 여수시 화정면 팔영대교 를 잇는 도로이다

## 주요 경유지
전라남도
- 고흥군 (포두면 . 영남면) - 여수시 화정면

## 노선
| 이름              | 접속 노선                   | 소재지 | 소재지 | 비고 |
| ----------------- | --------------------------- | ------ | ------ | ---- |
| 옥강 교차로       | 우주로                      | 고흥군 | 포두면 |      |
| 흥업교            |                             | 고흥군 | 포두면 |      |
| 내초교            |                             | 고흥군 | 포두면 |      |
| 해창3교           |                             | 고흥군 | 포두면 |      |
| 해창만삼거리      |                             | 고흥군 | 포두면 |      |
| 능정교            |                             | 고흥군 | 영남면 |      |
| 금사교            |                             | 고흥군 | 영남면 |      |
| 만호삼거리        | 천사로                      | 고흥군 | 영남면 |      |
| 만호교            |                             | 고흥군 | 영남면 |      |
| 양사삼거리        | 해맞이로                    | 고흥군 | 영남면 |      |
| 신성삼거리        | 해맞이로                    | 고흥군 | 영남면 |      |
| 점암면오산 교차로 | 지방도 제743호선 (능가사로) | 고흥군 | 영남면 |      |
| 영남 교차로       |                             | 고흥군 | 영남면 |      |
| 팔영대교          |                             | 고흥군 | 영남면 |      |
|                   | 여수시                      | 화정면 |        |      |
| 적금대교로와 직결 |                             |        |        |      |

## 주요 시설및 건물
- 영남파출소 (팔영로 1041/양사리 643-1)
- 농협 팔영농협하나로마트 영남점 (팔영로 1059/양사리 509-1)
- 고흥영남우체국 (팔영로 1071/양사리 536-6)
- 영남초등학교  (팔영로 1075/양사리 528)